# Cogollos de Guadix
Cogollos de Guadix er en by og kommune i det sydøstlige Spanien i provinsen Granada. Den har et indbyggertal på 639 (2024) indbyggere.